# Qui pluribus
Qui pluribus enciklika je koju je papa Pio IX. objavio 9. studenoga 1846. godine. Bila je to prva enciklika njegova pontifikata, a napisana je s ciljem upozorenja crkvenih prelata na opasnosti racionalizma, panteizma, socijalizma, komunizma i drugih popularnih filozofskih struja toga vremena. Enciklika se odnosi i na opću društvenu nestabilnost koja se proširila Italijom, gdje su nacionalističke skupine, raznih uvjerenja i metoda, težile ujedinjenju zemlje.

## Povijesni kontekst
Pio IX. izabran je za papu u lipnju 1846. godine. Već u studenome iste godine uputio je ovu encikliku "svim patrijarsima, primasima, nadbiskupima i biskupima", pozivajući ih da budu posebno oprezni pred opasnostima koje su donosili racionalizam, panteizam, komunizam i modernističke ideje. U dokumentu piše:
»Budući da smo preuzeli vrhovni pontifikat, šaljemo vam bez odgađanja ovo pismo, u skladu s običajem naših prethodnika. Njegova je svrha potaknuti vas da s najvećom mogućom revnošću, budnošću i naporom bdijete nad stadom koje vam je povjereno.«
Prema riječima američkog teologa Thomasa W. O'Briena, velik dio teksta ove enciklike sastavio je kardinal Luigi Lambruschini, koji je bio državni tajnik prethodnog pape, izrazito konzervativnog Grgura XVI.

## Sadržaj

### Osuda komunizma
Enciklika je posebno usmjerena protiv socijalista i komunista, za koje papa tvrdi kako svojim "nevjerojatnim zabludama i štetnim metodama, spletkama i planovima nastoje ugasiti narodnu revnost za vjeru, pravdu i krepost, pokvariti moral, unijeti nered u sve božanske i ljudske zakone te oslabiti, a možda i potpuno srušiti katoličku vjeru i građansko društvo."
Upravo Qui pluribus sadrži prvu izričitu spomen komunizma u nekoj papinskoj enciklici. Papa komunizam opisuje kao "doktrinu koja je u potpunosti suprotstavljena prirodnom zakonu. Kada bi se prihvatilo to učenje, uslijedilo bi potpuno uništenje svih zakona, vlada, vlasništva, pa čak i samoga ljudskog društva."

### Tajna društva
Italijanski nacionalizam je snažno porastao u godinama nakon Napoleona, što je dovelo do nastanka brojnih tajnih društava koja su zagovarala ujedinjenje Italije. Nakon 1815. godine slobodno zidarstvo je u Italiji bilo potisnuto i diskreditirano zbog povezanosti s Napoleonovim Carstvom. Nastalu prazninu ispunili su karbonari, tajna politička organizacija, no s izrazitim nacionalističkim ciljevima, bez povezanosti s Napoleonom i njegovom vladom. Karbonari su djelovali preko malih tajnih ćelija diljem Italije, a njihov pokret bio je izrazito antiklerikalno nastrojen. Jedan od najpoznatijih karbonara bio je Giuseppe Mazzini, koji je 1831. osnovao novo tajno društvo Mlada Italija, čiji su članovi organizirali pobune u Savoji i drugim regijama. Još jedan poznati član bio je Giuseppe Garibaldi, koji je 1834. godine sudjelovao s Mazzinijem u neuspjeloj pobuni u Pijemontu.
Papa Pio IX. u enciklici osuđuje "tajne sekte koje iz tame izlaze kako bi uništile i opustošile sveto i građansko društvo". Premda nije izričito spomenuo slobodno zidarstvo, Hermann Gruber u Katoličkoj enciklopediji navodi encikliku Qui pluribus među papinskim dokumentima koji osuđuju slobodno zidarstvo.

### Religijski pluralizam
Godine 1844. papa Grgur XVI. objavio je encikliku Inter praecipuas, usmjerenu protiv djelovanja protukatoličke propagande koju su u Italiji provodili Londonsko biblijsko društvo i Njujorški kršćanski savez, a koji su prilično uspješno širili antiklerikalizam među stanovništvom. Pio IX. ponavlja Grgurovu osudu navodeći da su "lukava biblijska društva ponovno posegnula za starim trikovima heretika, neprestano namećući svim slojevima stanovništva, uključujući neobrazovane, Bibliju prevedenu na narodne jezike. Te knjige objavljuju u velikim količinama i uz velike troškove. Priloženi komentari često nude pogrešna tumačenja. Odbacujući tako božansku tradiciju, nauk crkvenih otaca i autoritet Katoličke crkve, oni proizvoljno tumače Gospodnje riječi, čime izokreću njihovo pravo značenje."

### Obrazovanje svećenika
Kao djelomično rješenje problema, Pio IX. u enciklici daje posebnu važnost kvalitetnom obrazovanju i odgoju klera. Ističe da su "svećenici najbolji primjeri pobožnosti i štovanja Boga, a narod je obično na razini svojih svećenika. Ako su svećenici neuki ili nemarni prema svojim dužnostima, moral naroda odmah se pogoršava." Papa nadalje upućuje biskupe da s velikom pažnjom odabiru kandidate za upis u sjemeništa:
»Morate posebno pomno ispitati moralne vrline i znanje ljudi kojima će biti povjerena briga i vodstvo duša. Oni moraju biti spremni trajno duhovno hraniti i pomagati povjereni narod dijeljenjem sakramenata, propovijedanjem Božje riječi te vlastitim primjerom dobrih djela. Posvetite svetim redovima i dopustite služenje svetih otajstava samo onima koji su temeljito provjereni te se pokažu kreposnima i mudrima.«